# 다이소
주식회사 다이소 산업(株式会社大創産業, 영어: Daiso)은 일본의 100엔 숍 다이소(ダイソー)를 운영하는 기업이다. 본사는 일본 히로시마현 히가시히로시마시에 위치해 있다.
2023년 9월 기준으로 일본에 4,280개, 해외 25개국에 967개, 총 5,247개 점포를 운영하고 있다. 100엔숍 체인점으로 매출액, 점포수 모두 일본 국내 1위다. 회장은 창업자인 야노 히로타케(矢野博丈)가 맡고 있다.

## 역사
당초는 슈퍼마켓의 주차장에 점포를 두는 이동 판매, 노점 방식의 100엔 숍을 운영하고 있었다.
1980년대의 100엔 숍은 도매상으로부터 모든 상품을 70엔 이하로 구매해 100엔에 판매했기 때문에 품질에 한계가 있었다. 창업자 야노 히로타케는 한 주부가 싸구려 물건 사기에 돈 아깝다고 중얼거리는 것을 듣고 매입 방식을 변경했다. 그는 때때로 98엔에 구입한 상품을 100엔에 판매하며 품질을 중시하는 상품 구성을 선보였다. 이후 '야노의 100엔 숍은 상품이 좋다'는 평판이 생기고, 거래가 전국적으로 증가했다.
슈퍼마켓의 소유자로부터 세입자로의 출점을 권유받은 것이 현재의 다이소의 뿌리가 된다. 100엔 상품은 값이 싸고 품질은 떨어진다는 선입견을 불식시키기 위해 구입원가가 100엔에 가까운 것이나 원가를 초과하는 상품도 100엔에 판매하는 수법을 취했다.
또, 테넌트 형식의 점포에 의해, 고객은 언제라도 내점해 쇼핑을 할 수 있어, 상품에 문제가 있는 경우는 점포에 클레임을 넣을 수 있게 되었기 때문에, 이동 판매에 비해 현격한 신뢰를 얻을 수 있었다. 이러한 이유에 의해, 옥내의 점포 형식에 의한 100엔 숍을 전개해 나가는 큰 원동력이 되었다.

### 연혁
- 1972년 - 야노 히로타케가 가정용품 판매를 목적으로 야노상점 창업
- 1977년 - 주식회사 다이소 산업으로 법인화
- 1987년 - '100엔SHOP 다이소' 전개 착수
- 2001년 - 대만에 진출. 이후, 세계 각국에 출점
- 2019년 3월 5일 - CI 및 로고 마크 변경
- 2023년 12월 12일 - 다이소 산업이 보유한 한국 아성다이소의 지분 전량을 아성HMP에 매각하여 합작해소

## 이름, 로고의 유래와 표어
한국에서는 '다있소'에서 유래되었다는 이야기가 있으나, 원래 유래는 일본 다이소를 운영하는 '다이소 산교'(大創産業, 대창산업)의 '大創'(대창)을 일본식 발음인 '다이소' 그대로 쓴 것이며  한국에서 "다사요"로 개명해서 영업해 일본에서 상표권 침해로 소송걸고 다이소에게 패소한 전적이 있다.
2019년 3월부터 사용되고 있는 새로운 로고 마크는 회사 이름을 영문자로 나타내는 DAISO의 'A' 형태를 디자인해 '사람들의 생활을 업데이트해 나가겠다', '사람들의 생활을 더욱 풍요롭게 해 나가겠다'는 강한 결의와 열의를 표현하고 있다.
'단연! 다이소(だんぜん！ダイソー)'를 슬로건으로 하여 소비자가 상품을 손에 넣었을 때, 예상하지 못했을 정도의 놀라움이나 즐거움을 제공하고 싶다는 생각을 담고 있다.

## 사업 방식
버블 붕괴 후의 헤이세이 불황 시대에 있어서, 소비자의 구매 의욕이 저하하고 있는 경제 상황이 계기가 되어, 저렴한 상품을 요구하는 당시의 소비자의 요구에 응했다.
또, 생활에 관련되는 잡화품을 중심으로 다방면에 걸치는 장르의 상품을 진열해, '100엔 숍=다양한 종류의 상품이 있다'라는 이미지를 부가했다. 염가의 매력 외에 한 번의 내점으로 다양한 종류의 잡화를 구입할 수 있는 편리성이 내점자수 증가, 매상 확대의 요인이 되었다.
그리고, 적극적인 출점을 전개해, 풍부한 상품의 구색으로 100엔 균일이라고 하는 스타일이, 근처의 평판이나 미디어를 통해서 지명도를 단번에 올려, 다이소는 전국구 레벨의 소매업으로 성장하는 결과가 되었다. 절대적인 인지도와 대불황 시대의 국민으로부터의 지지에 의해, 매장 면적 1,000-2,000평을 넘는 초대형 점포나, 아시아나 미국을 중심으로 한 해외에의 출점도 실현되었다.
제조업자가 생산한 상품이라도, 제조업자명을 쓰지 않고 다이소 산업의 회사명과 자사의 로고 ('소재 발신'이나 '더 ○○(ザ・○○)' 등)를 명기해 자사 오리지널 상품 사양으로 함으로써, 단순한 소매업이 아니라 상품 개발, 관리가 특화하고 있는 기업이 되어, 소비자로부터는 「다이소의 오리지널 상품」의 호칭도 많이 볼 수 있게 되어, 상품 개발력도 가지는 점포로서 파악되게 되었다.
버블 붕괴 후의 헤이세이 불황 시대 말기 무렵부터, '고액 상품'이라는 호칭으로 100엔 이상의 상품 판매가 시작되었다. 당초 150엔, 200엔 등 기존 100엔 상품에 다소 부가가치를 더한 정도의 상품이 많아 100엔숍 개념을 깨고 비판을 받거나 의문을 가질 수 있는 불안감이 있었으나 100엔숍 열풍이 종식돼 경영이 부진해질 것을 우려해 100엔숍을 빠져나가는 노선을 모색하는 형식으로 시행했다. 이것은 창업자이자 사장인 야노의 생각이었다.
결과적으로 극단적인 내점자수의 감소를 초래하지 않고, 풍부한 상품의 종류에 의해 내점하는 손님이 많은 것을 기축으로 해, 고액 상품을 자연스러운 형태로 정착할 수 있었다. 현재는 100엔 상품을 기본으로 하면서도 200엔, 300엔, 500엔 등 100엔 배수의 상품도 많이 판매하고 있다. 대부분 500엔 이하이지만 보조배터리, 무선이어폰 등 1,000엔에 판매하는 상품도 있다.

## 점포 브랜드

### 다이소 (DAISO)
다이소 산업의 메이저 브랜드다. 100엔 숍이라고 하면 다이소라고 할 정도로 정착했다. 일본에 3,786개, 해외에 942개 점포가 있다. 예전에는 '더 다이소(ザ・ダイソー)' 이름으로 가게를 냈으나 2019년 3월에 가게 표기가 '다이소'로 변경되고 핑크를 기조로 한 새로운 로고 마크로 바뀌었다. 요즘은 전자제품, 식료품, 의복, 화장품 등 다양한 상품을 판매하고 있다. 100엔샵이라 기본은 100엔이지만 일부 200엔, 300엔, 500엔 등 100엔이 아닌 상품도 있다.

### Standard Products (스탠더드 프로덕츠)
새로운 업태의 300엔 숍으로서 '좀 좋은 것이, 훨씬 좋은'을 컨셉으로 연령 성별을 불문하고, 생활에 도입하기 쉬운 베이직하고 세련된 디자인에 특화한 생활 잡화 브랜드. 가격은 300엔을 기본으로 하며 500엔, 700엔, 1,000엔 상품이 있다. 2021년 3월 26일 시부야 마크시티 1층에 1호점을 개점한 것을 시작으로 2023년 11월 현재 일본 전국에 98개 점포가 있다. 대만, 싱가포르에도 총 3개 매장이 있다. 

### THREEPPY (쓰리피)
'THREE(300엔)'로 시작하는 'HAPPY(해피)'한 생활이 이름의 유래인 300엔 숍이다. '사랑스럽다. 그리고 나답다'를 컨셉으로 한 브랜드로, 그레이나 핑크, 민트등의 칙칙한 트렌드 컬러를 도입한 액세서리, 인테리어, 식기, 패션잡화등을 취급하고 있다. 젊은 여성에게 표적을 잡아 전용 웹사이트나 인스타그램 공식 어카운트를 활용해 선전하고 있다. 2018년 3월 16일 이온몰 자마점에 1호점을 개점한 것을 시작으로 2023년 9월 시점에서 일본에 414개 점포가 있다. 싱가포르 대만 마카오 등 해외에 22개 점포가 있다.

## 갤러리

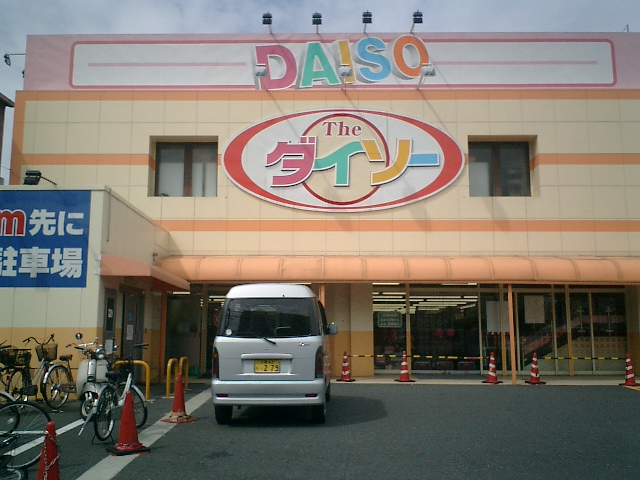
옛날 로고와 매장
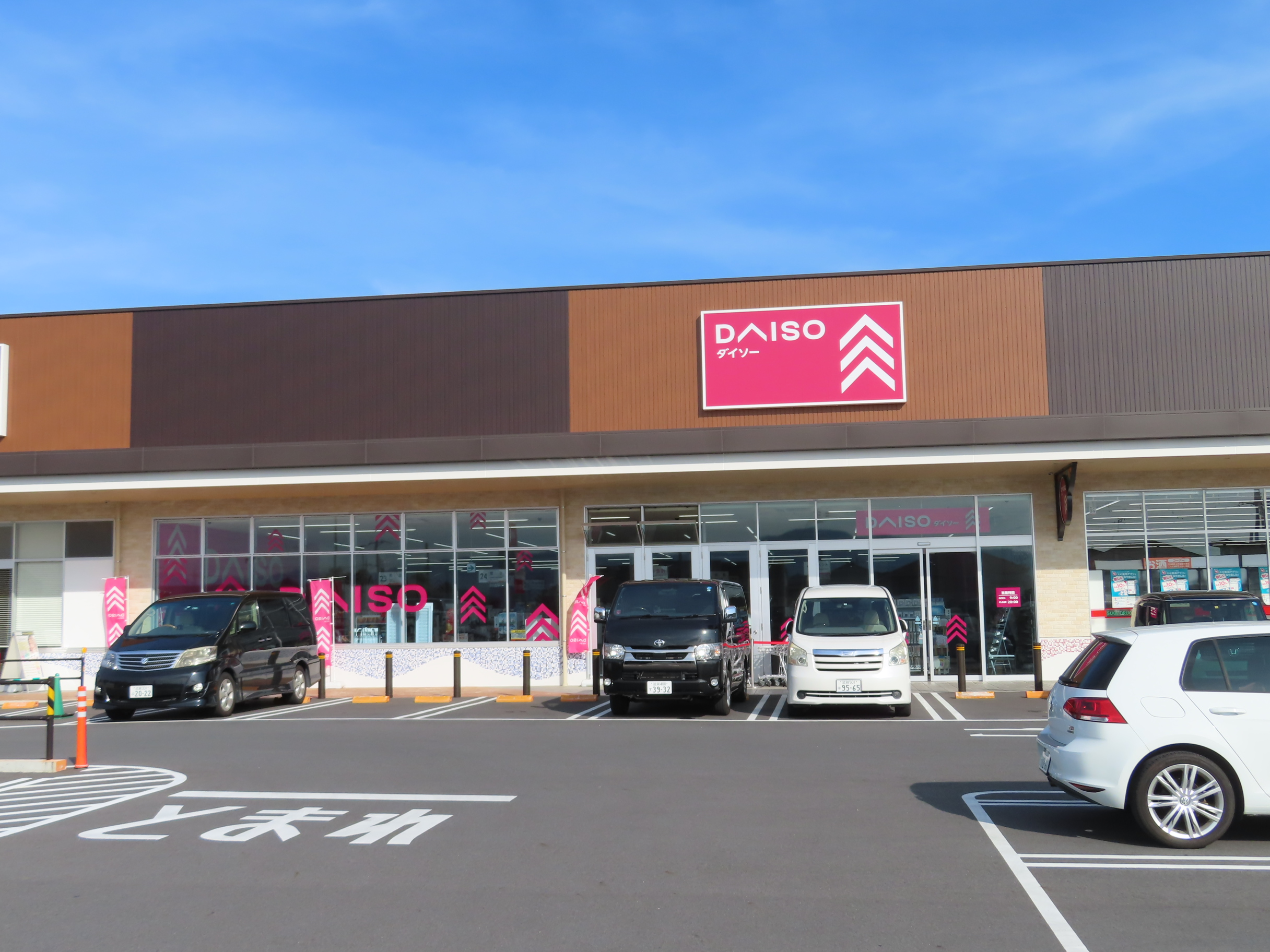
DAISO 루빗파크 미나미쿠사츠점(시가현 쿠사츠시)
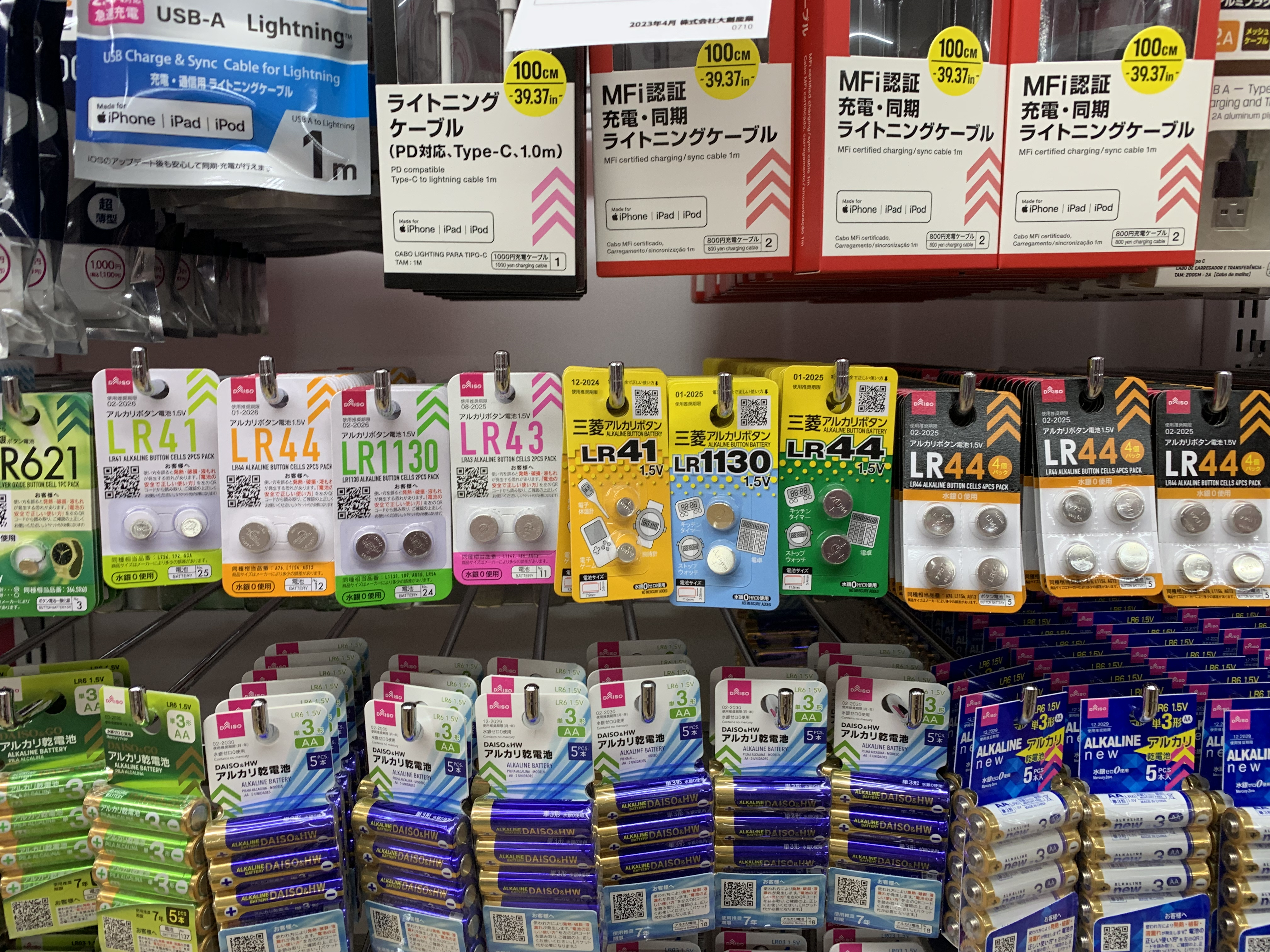
다이소 매장 내부
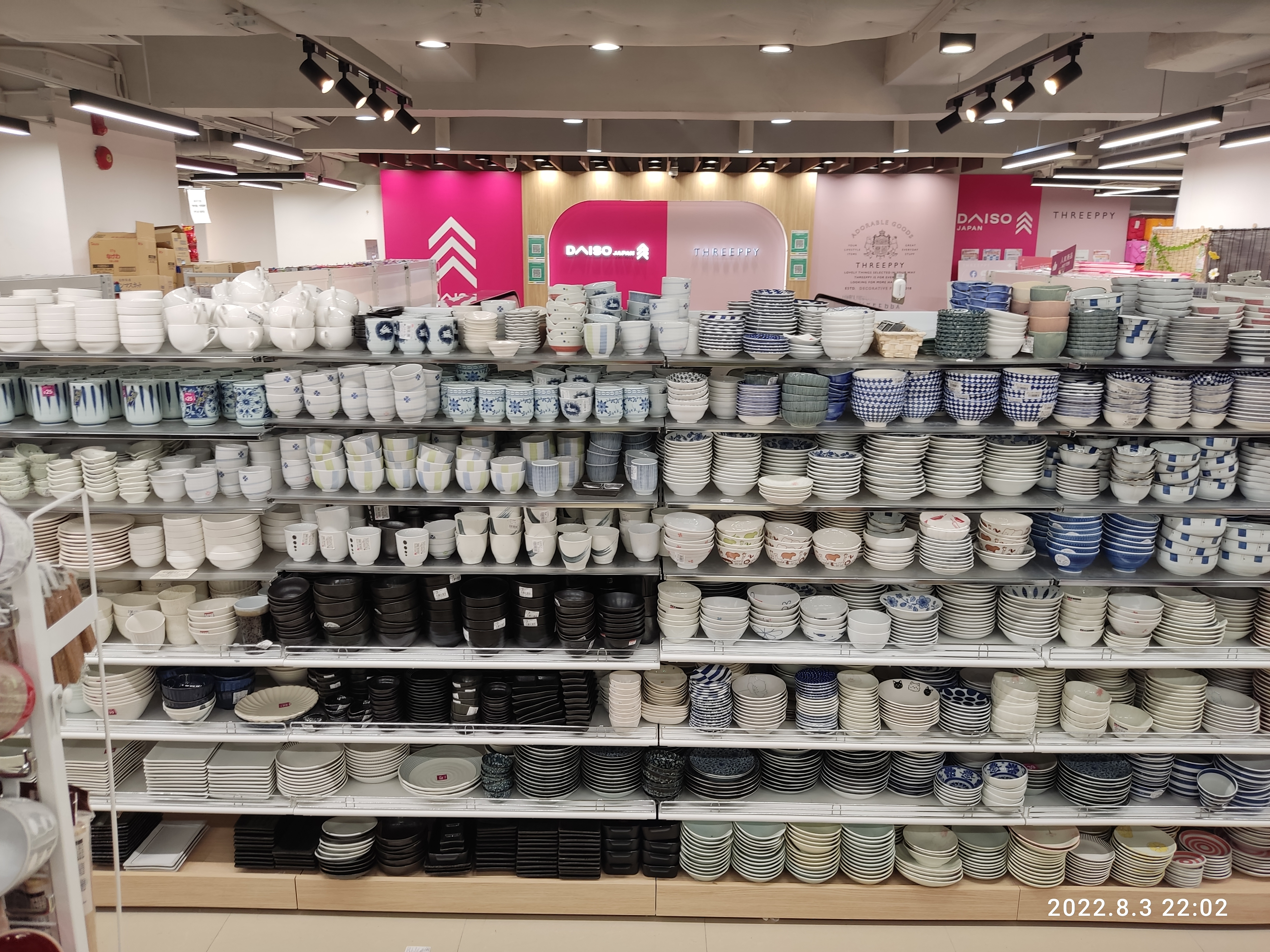
Chong Hing Square mall(홍콩)
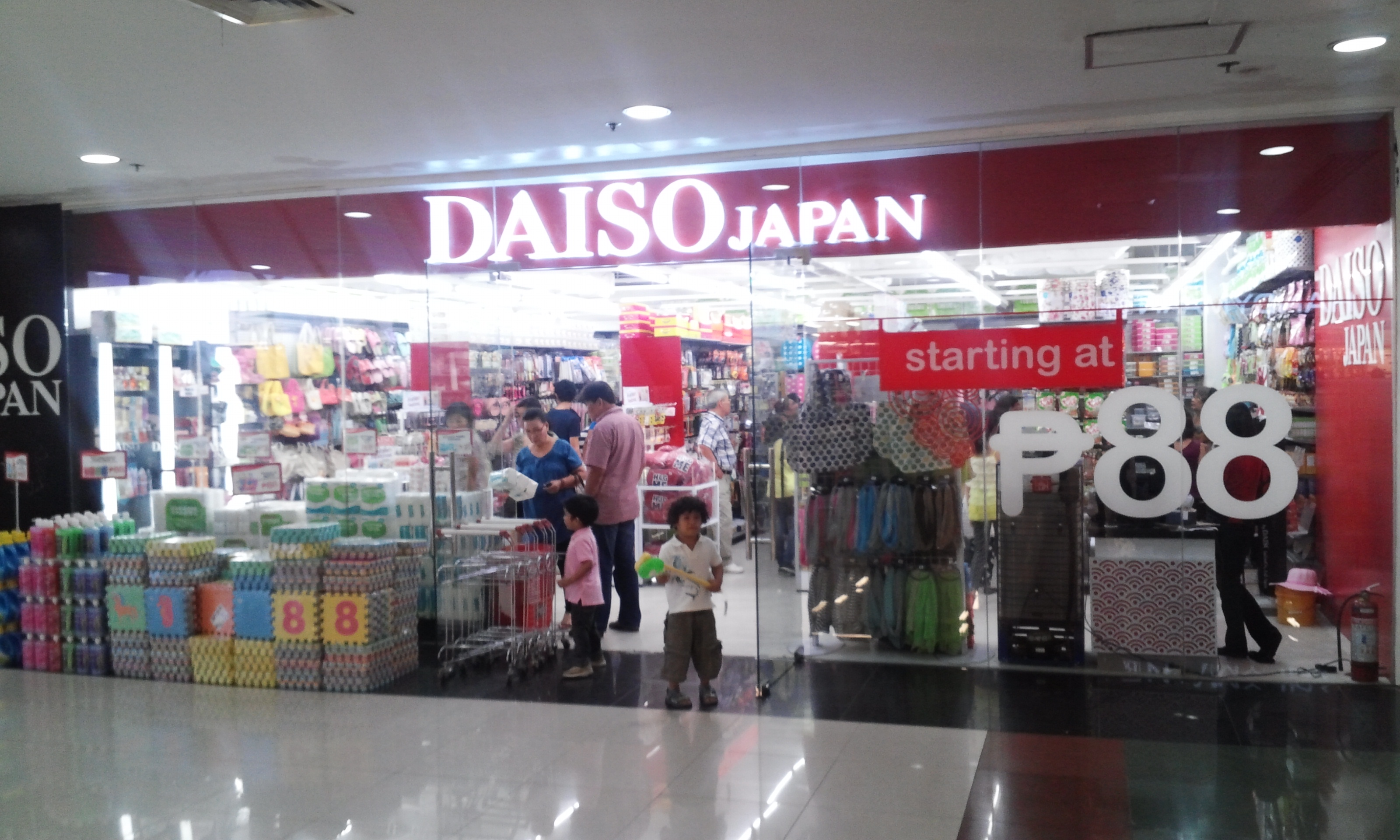
필리핀 서네그로스주 바콜로드의 다이소

## 진출 국가
2023년 9월 기준으로 일본 4,280개, 해외 25개국에 967개, 총 5,247개 점포가 있다.
아시아
- 일본 4,280
- 중화인민공화국 30
- 홍콩 84
- 마카오 14
- 대만 91
- 태국 93
- 말레이시아 68
- 필리핀 93
- 싱가포르 45
- 베트남 17
- 인도네시아 15
- 몽골 13
- 캄보디아 6
- 라오스 1
- 인도 7

중동
- 아랍에미리트(UAE) 50
- 사우디아라비아 16
- 쿠웨이트 8
- 카타르 13
- 바레인 1
- 오만 3

아메리카
- 미국 105
- 브라질 148
- 캐나다 4

오세아니아
- 호주 39
- 뉴질랜드 3

아프리카
- 없음

### 호주
다이소의 첫 번째 매장은 2010년 빅토리아주 애버츠퍼드(Abbotsford)에 문을 열었으며 수천 개의 품목을 $2.80의 정가에 판매했다. 이후 뉴사우스웨일즈에 13개 매장, 퀸즈랜드에 14개, 남호주에 3개, 빅토리아에 12개, 퍼스(Westfield Carousel)에 1개 매장으로 확장되었다. 매장 규모는 209m2(2,250평방피트)부터 1,000m2(11,000평방피트)(멜버른 미드타운 플라자 매장)까지 다양하며 현재 호주 최대 규모이다. $3에서 $15까지 다양한 가격으로 판매되는 일부 제품(전체 범위의 5%)을 제외하고 거의 모든 품목은 AUD $3.30 또는 US$2.33이다.

### 바레인
다이소 바레인 본점은 마나마 다스만 센터에 위치하며 2개 층에 걸쳐 있다. 2005년부터 운영되었다. 다이소는 알리(A'ali)의 람리몰(Ramli Mall)에도 작은 매장을 두고 있다. 2007년 현재 대부분의 제품 가격은 BHD 0.600, 즉 US$1.58이다.

### 캐나다
다이소는 2021년 4월 브리티시컬럼비아주 밴쿠버 시내 그랜빌 스트리트에 캐나다 첫 기업 매장을 오픈했으며 전국적으로 확장할 계획이다. 2023년 3월 서리(Surrey) 매장을 오픈하면서 현재 캐나다 내 매장은 4개로 늘어났다.
페어차일드 그룹이 소유한 프랜차이즈 매장은 2003년부터 2019년까지 브리티시 컬럼비아주 리치몬드에서 운영되었으며, 이때 페어차일드의 오오모모(Oomomo) 배너로 브랜드가 변경되었다. 오오모모는 다이소의 일부 제품을 계속해서 판매해 왔지만, 다이소의 확장에 따라 공급이 중단될 예정이다.

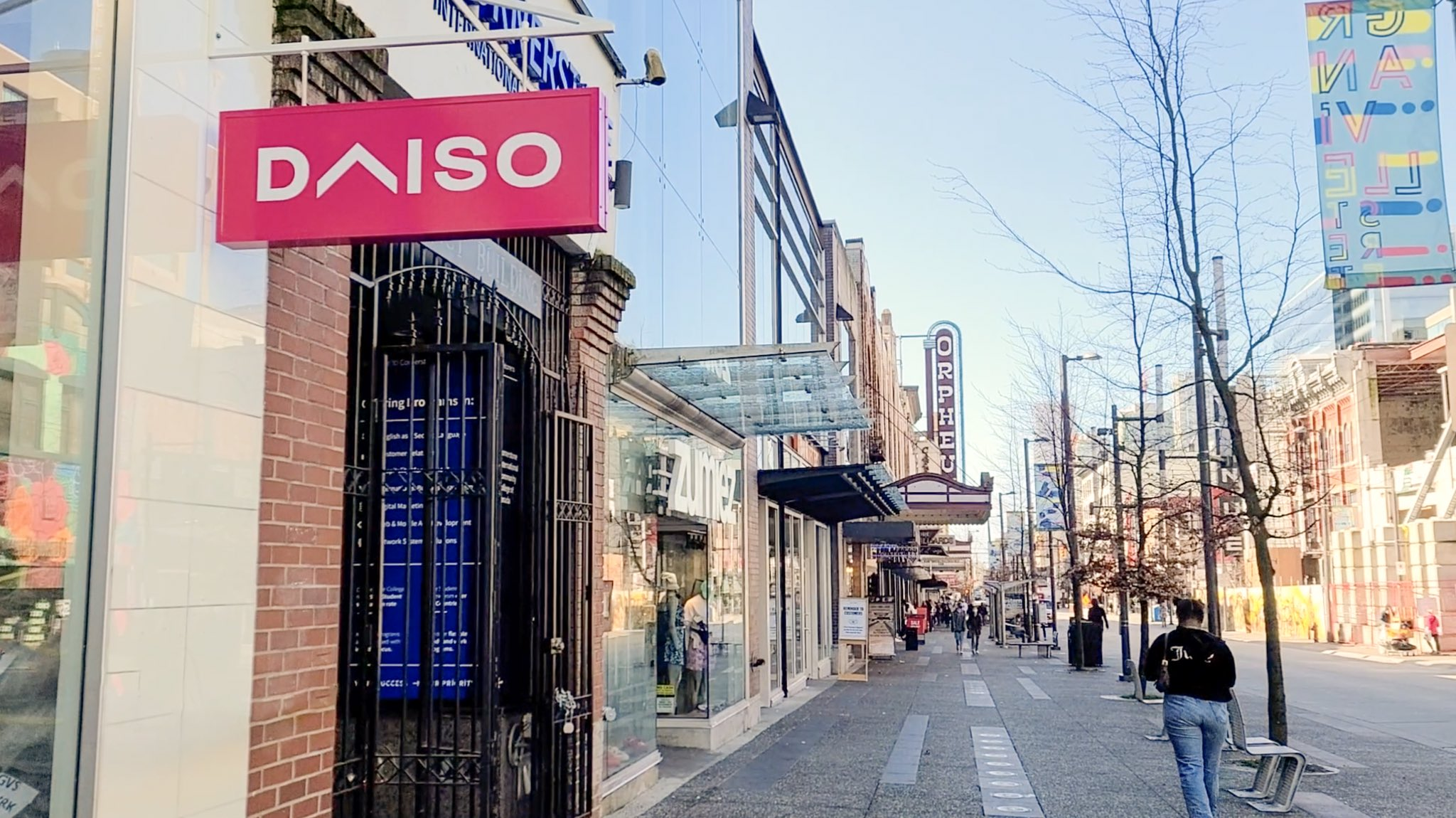
캐나다 밴쿠버 Granville Street
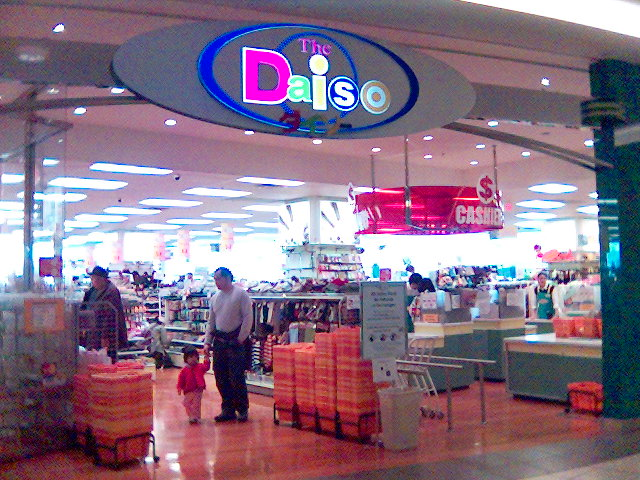
캐나다 리치먼드 Aberdeen Centre

### 캄보디아
캄보디아에는 다이소 재팬 지점이 3곳 있다. 모든 제품의 가격은 약 US$1.90이다. 2018년 현재 캄보디아에서의 새로운 이름은 "DAISO JAPAN Life Coordinates Store"이다.

### 말레이시아
모든 제품의 가격은 RM 5.90 또는 US$1.43 GST 포함이다. RM 5.30에서 현재 가격으로 가격 인상은 2017년 3월 1일부터 적용되었다. 말레이시아에서 GST가 철폐되면서 가격이 일시적으로 RM 5.57로 인하되었지만, 2017년 3월 SST(판매 및 서비스세)가 시행되면서 8t는 RM 5.90으로 돌아왔다. (2018년 9월 1일)

### 싱가포르
싱가포르에는 27개의 다이소 매장이 있으며, 11개의 쓰리피(Threeppy) 매장과 1개의 스탠더드 프로덕츠(Standard Products) 매장이 있다. 최소 가격은 2.14달러이며 그 다음에는 14티어로 증가한다.

### 미국
2005년 10월 2일, 미국 워싱턴주 시애틀 근처 린우드의 앨더우드 몰에 미국 최초의 다이소 매장이 문을 열었다. 이 매장은 442평방미터(약 4,750평방피트)로 훨씬 작았으며 품목 가격은 원래 $1, $1.50, $2(모두 USD)였다. 대부분의 품목은 2022년 25센트 인상될 때까지 최소 $1.50를 유지했지만 최대 8달러 가격의 포장 식품 및 품목을 포함하도록 재고가 확대되었다. 앨더우드(Alderwood) 매장은 2015년에 새로운 쇼핑몰 위치로 이전되었고 2017년에는 외부로 이전되었다.
2023년 현재 다이소 US가 운영하는 미국 본토에는 90개 매장이 있다. 매장은 애리조나, 캘리포니아, 네바다, 뉴저지, 뉴욕, 텍사스, 워싱턴에 있다. 미국 최대 규모의 다이소는 캘리포니아주 유니언 시티에 있으며 면적은 17,760평방피트(1,650m2)이다. 2007년 8월 8일에 개장했다.
하와이에는 다이소 하와이가 운영하는 다이소 매장이 4개 있다. 일본 다이소는 2018년 12월 12일 하와이 호놀룰루에 1호점을 오픈했고, 2019년 3월 14일과 2022년 1월 20일에 2개 매장을 더 오픈했다.
2019년 3월 8일, 일본 다이소가 뉴욕 퀸즈 플러싱에 미국 동부 해안 첫 지점을 오픈했다. 2021년 12월 29일, 다이소는 네바다주 라스베이거스에 첫 번째 매장을 오픈했다.

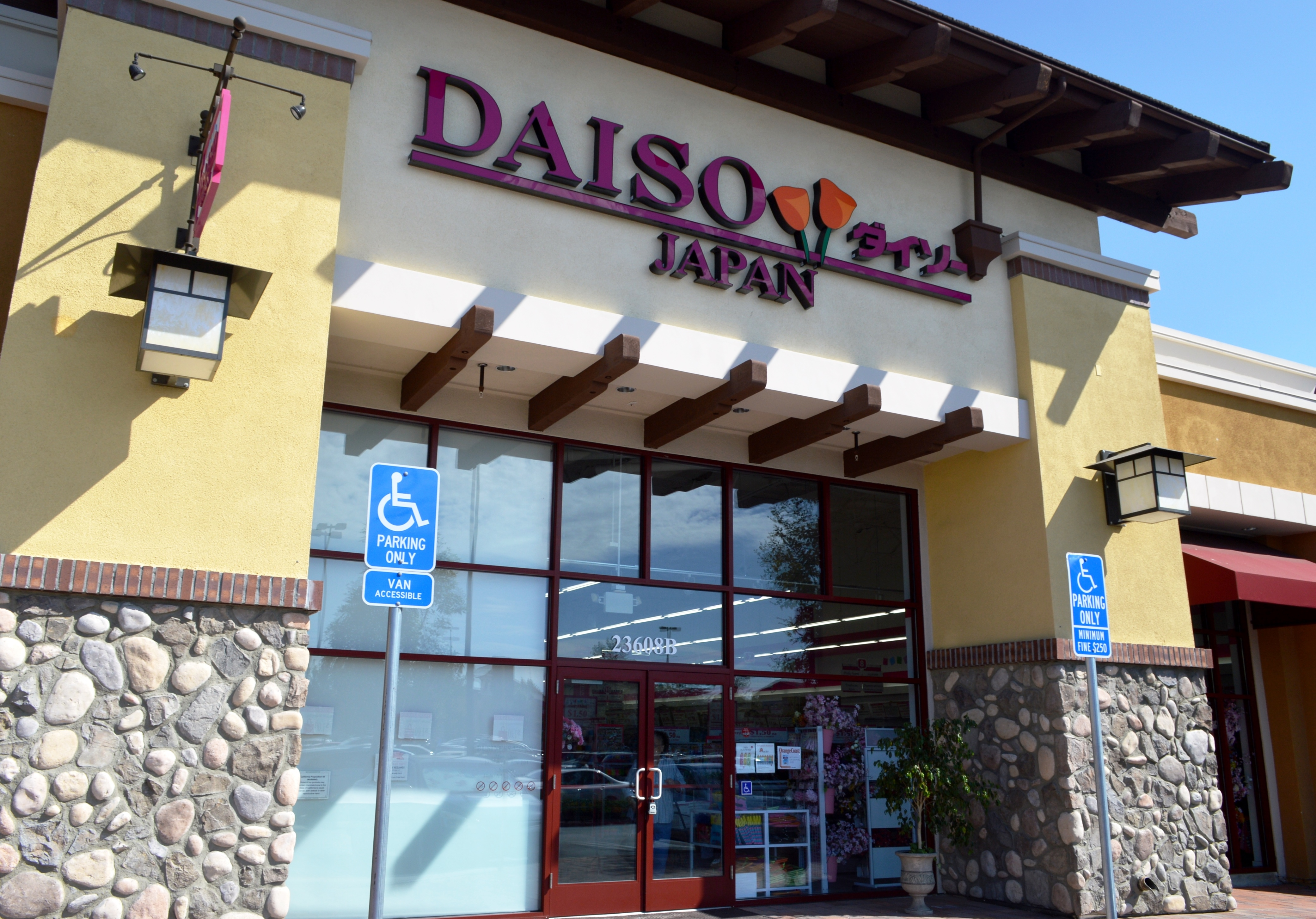
미국 캘리포니아주 레이크포레스트
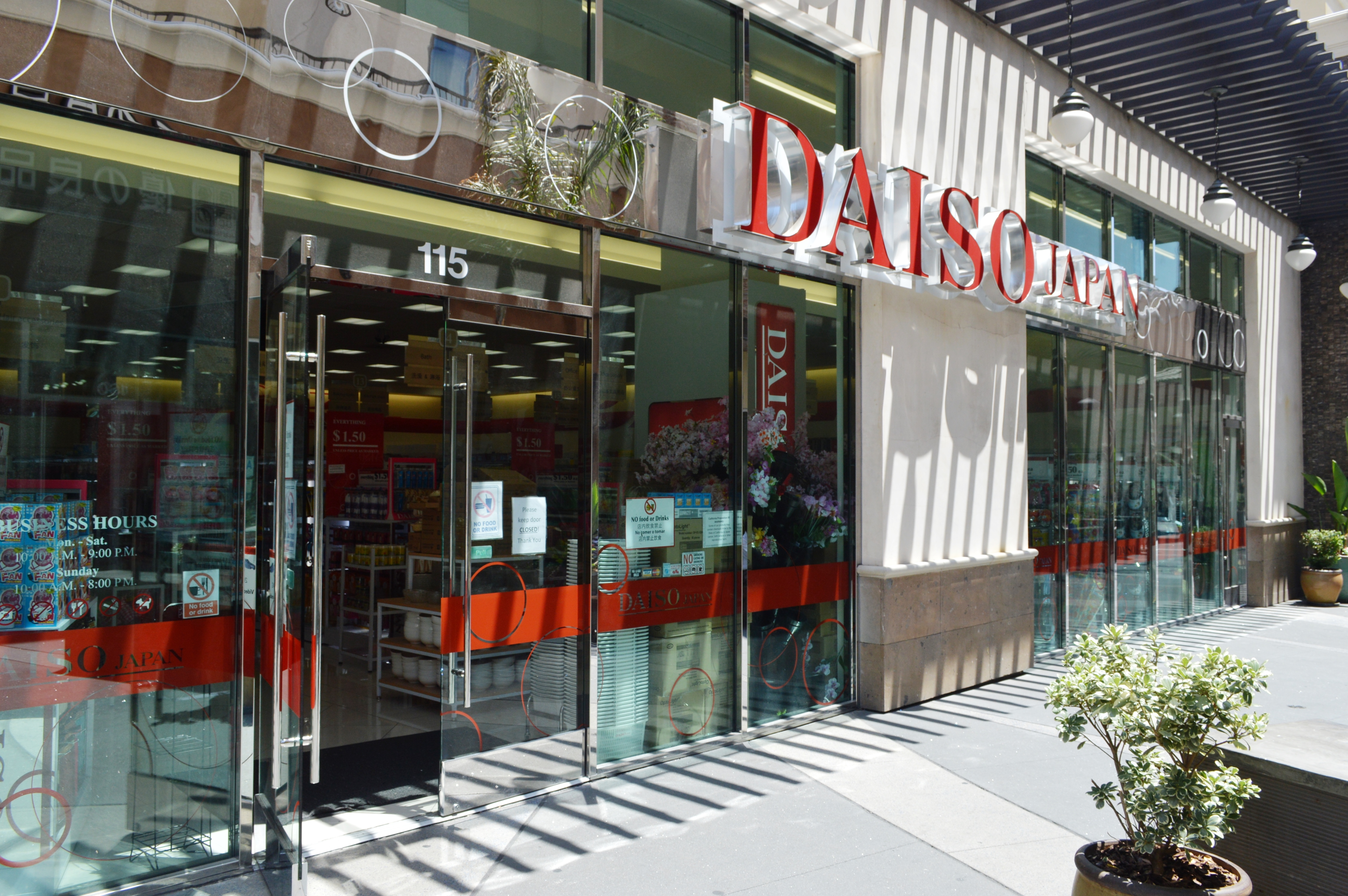
미국 캘리포니아주 몬터레이 파크
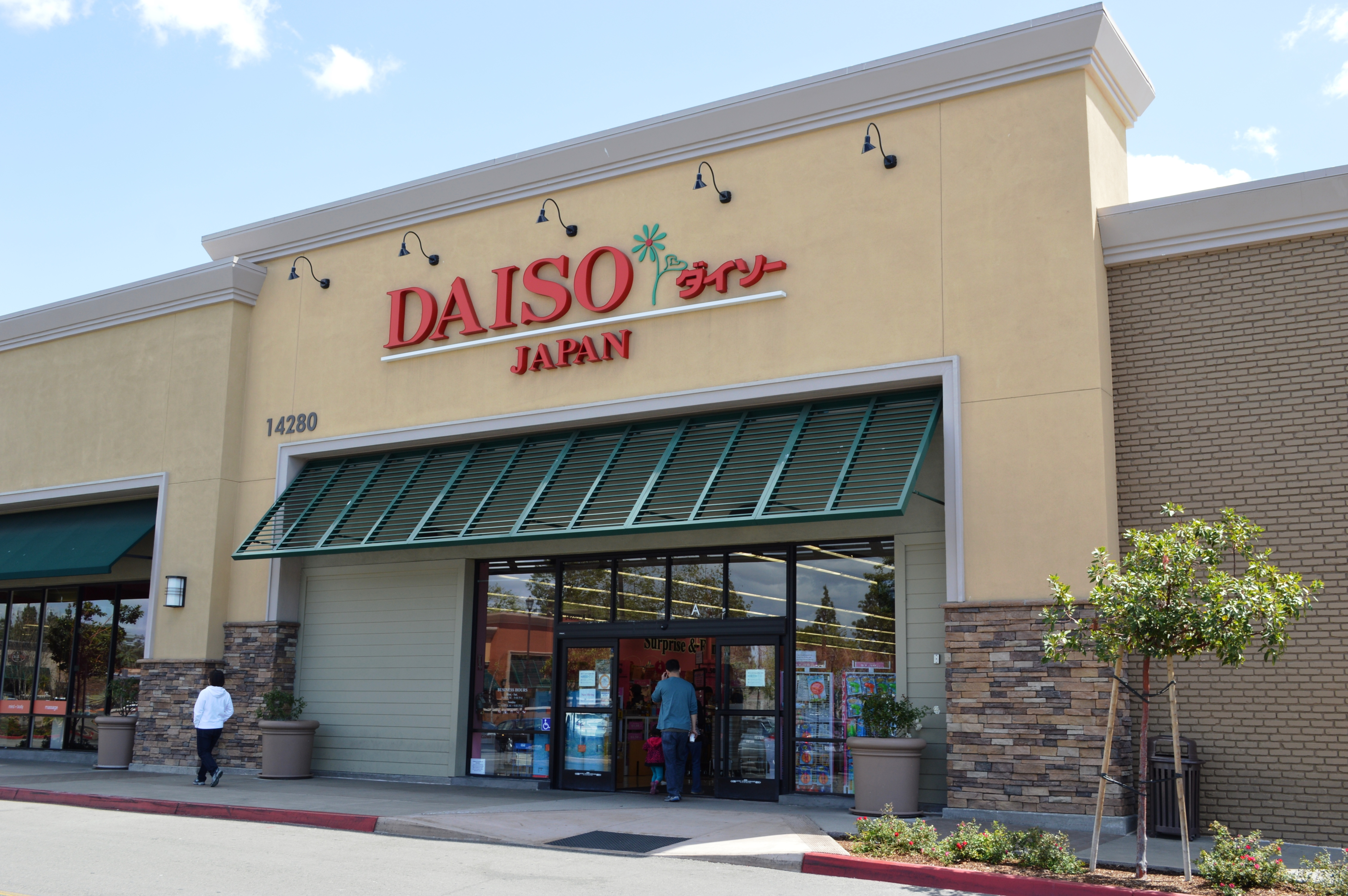
미국 캘리포니아주 어바인

## 한국 다이소와의 관계
1992년 2월에 아성산업으로 설립한 뒤 1997년 5월 박정부 대표가 일본 100엔숍에서 아이디어를 얻어 서울 천호동에 아스코 이븐플라자 1호점을 냈다.
2001년 9월 일본 다이소 산업이 한국 아성 산업에 38억원(4억엔)을 투자하여 주식 34.21%를 취득하고 합작회사를 설립함과 동시에 기업명름을 다이소 아성산업으로 변경하였다. 2002년 3월에 외국인 투자 촉진법에 의한 외국인 투자 기업으로서 등록되었다.
2018년 1월 아성다이소로 기업명을 변경하였다. 일본 기업이 2대 주주라는 사실이 드러나자 2013년과 2019년 반일 감정이 고조됐을 때 불매운동 대상이 되기도 했다.
2023년 12월 12일 한국 아성다이소의 최대주주인 아성HMP가 일본 다이소 산업이 보유한 아성다이소 지분 34.21% 전량을 매입해 합작을 해소했다. 취득 금액은 5,000억원 규모로 보여진다.

## 논란
2017년 6월 다이소는 호주경쟁소비자위원회로부터 호주 내 165개 제품을 리콜하라는 명령을 받았다. 여기에는 질식 위험이나 부상을 초래할 수 있는 장난감과 성분을 알 수 없는 미용 제품이 포함되었다.
2022년 6월, 크록스는 다이소를 상대로 자사 제품과 유사한 폼 나막신을 판매하고 저작권 상표를 위반했다고 비난하며 소송을 제기했다.

## 같이 보기
- 100엔 숍
- JUSCO
- ABC 스토어
- 99센트 온리 스토어
- 미니소
- 잡화점